# Tsunamibanden
Tsunamibanden är en populär benämning av de databand med backupmaterial och säkerhetskopior från det svenska Regeringskansliet under perioden från och med den 26 december 2004 till och med den 20 januari 2005, alltså under perioden för flodvågskatastrofen i Indiska oceanen 2004 och dess närmaste efterspel.

## Bakgrund
I flodvågskatastrofen avled cirka 250 000 människor, varav 543 svenskar. Under och efter flodvågskatastrofen handlade mycket av medias rapportering om att räddningsarbetet kommit igång för sent och om brister i Regeringens agerande. Efter flodvågskatastrofen i Sydostasien 2004 genomfördes flera utredningar i Sverige då kraftig kritik uppkom mot Regeringens och Regeringskansliets hantering av katastrofen. En anledning till kritiken var ett telegram som TT utsänder klockan 11.03 i vilket det står
Samtliga svenskar som befinner sig i de katastrofdrabbade områdena i Thailand, södra Indien, Sri Lanka och Maldiverna är utom fara. Det uppger UD:s presstalesman Jan Janonius för TT. 
Regeringen beslutade den 13 januari 2005 att tillsätta en oberoende kommission som fick i uppgift att utvärdera påfrestningarna som katastrofen inneburit och klargöra hur erfarenheterna efter detta kan tas tillvara, ledd av hovrättspresidenten i Svea hovrätt Johan Hirschfeldt. Även riksdagens Konstitutionsutskott,  Justitieombudsmannen och Krisberedskapsmyndigheten granskade olika aspekter av arbetet. Flera brister identifierades och den allvarligaste var att Regeringskansliet saknade en organisation för att hantera allvarliga kriser. Kommissionen ansåg även att utvecklingen präglades av att det saknades jour- och ledningsorganisation på chefsnivå, samt att Regeringskansliet och dess departement sent insåg omfattningen av katastrofen, inte samlade relevant information och svårigheten i att samordna åtgärder.
En av de största frågorna som katastrofkommissionen granskade var vem som visste vad. De namn som var mest intressanta i utredningen var statsminister Göran Persson, utrikesminister Laila Freivalds, statssekreteraren i Statsrådsberedningen Lars Danielsson och kabinettssekreteraren Hans Dahlgren. Uppgifter till katastrofkommissionen sade att Lars Danielsson kontaktat Hans Dahlgren tre gånger den 26 december, vilket förnekades av den senare. Lars Danielsson sade sig tidigt vara informerad, såg nyheter 07.00 svensk tid och informerade Göran Persson cirka 07.45 den 26 december.. Konstitutionsutskottet begärde i sin granskning ett stort antal telefonloggar, e-post, in- och utpasseringsuppgifter et cetera, men dessa frågor blev i stor utsträckning obesvarade då Regeringskansliet hävdade att något material av detta slag inte fanns att tillgå. Utredningarna tvingades därför lita till de inblandades egna utsagor i stor utsträckning.
Den 1 december 2005 överlämnades (SOU 2005:104) Sverige och tsunamin – granskning och förslag.

## Tsunamibanden upptäcks
Den 13 oktober 2006 förklarade statsminister Reinfeldt att det visat sig att ett stort antal databand med backuper över datatrafik för perioden kring tsunamin förvarades i Regeringskansliet. Detta skulle vara säkerhetskopior sparade på initiativ av förre förvaltningschefen Gunnar Holmgren. Regeringen beslutade att bandens skulle granskas av den tidigare katastrofkommissionens ordförande Johan Hirschfeldt. Han granskade banden och bedömde att banden innehöll material som kunde kräva ett omprövande av katastrofkommissionens slutsatser i (SOU 2005:104) Sverige och tsunamin – granskning och förslag. Till Johan Hirschfeldt lämnades 119 band. I media spreds snart uppgifter om att det funnits mer än 150 band och att band skulle ha försvunnit i hanteringen. Saken polisanmäldes och polisundersökningen ledde till den entydiga slutsatsen att bandsamlingen var komplett och att banden var intakta.

## Utredningen om Tsunamibanden
Den 8 februari 2007 beslutade regeringen att återinkalla 2005 års katastrofkommission med uppgift att återuppta sitt arbete. Kommissionen överlämnade 14 juni (SOU 2007:44) Tsunamibanden. Utredningens direktiv var i allt väsentligt de samma som i det ursprungliga uppdraget från januari 2005 och även i denna utredning fick kommissionen frihet att själva överväga andra frågor som de fann motiverade. Efter den första utredningen fanns vissa obesvarade frågor och två oklarheter som kommissionen själva pekar på är Lars Danielssons uppgift att han tidigt på morgonen själv informerades och sökte information samt att han kontaktade statsminister Göran Persson på morgonen. Även frågan om de motstridiga uppgifter Hans Dahlgren och Lars Danielsson lämnat om huruvida det förekommit telefonsamtal mellan dem var oklar och i den första utredningen kunde kommissionen inte lägga något eget ställningstagande i fråga om kontakterna mellan dem. I den andra utredningen konstaterar kommissionen att materialet på banden inte väsentligt förändrat bilden av hanteringen av katastrofen på de flesta av de berörda delarna av Regeringskansliet - Förvaltningsavdelningen, Utrikesdepartementet och andra departement. Det förhåller sig dock annorlunda med frågan om Statsrådsberedningen.

### Statsrådsberedningen
I utredningen Tsunamibanden revideras och kompletteras mycket av slutsatserna om Statsrådsberedningen och Lars Danielssons förehavanden. Flera av Lars Danielssons påståenden motbevisas och kommissionen konstaterar att: Efter den analys som nu har genomförts framgår också att Danielsson i några avseenden har lämnat uppgifter till granskningsorganen som inte varit korrekta.  Lars Danielsson hävdade att han läst nyheter och mail redan tidigt på morgonen den 26 december, men enligt databanden skedde Danielssons första uppkoppling mot regeringskansliets nätverk tidigast klockan 13. I frågan om kontakter mellan Danielsson och Hans Dahlgren gör kommissionen bedömningen att något samtal inte ägde rum dem emellan under annandagen. Under den 26 december var merparten av Danielssons registrerade söktid inriktad på en inplanerad resa till Malaysia efter nyår. Trots att han hävdar att han varit på Regeringskansliet har han inte varit inloggad på nätverket inifrån Rosenbad utan har loggat in externt. Det förklarar han med att han hade kopplat in sin dator via telefonledningen i väggen, trots att överföringskapaciteten då blev 56,6 kbit/s i stället för 100 Mbit/s på den fasta datorn på arbetsrummet. In- och utpasseringsloggarna hade inte heller någon registrering av Danielsson under den 26 december, men det utesluter inte att han varit på Rosenbad.
I utredningen står det att: "Kommissionen har ett allmänt intryck av att Danielsson inte var särskilt inriktad på tsunamin under det första dryga dygnet efter katastrofen." Även under eftermiddagen och kvällen använde han en "inte oväsentlig del av sin tid" för att planera Malaysiaresan.

## Tsunamiutredningens slutsatser
De slutsatser som dras i katastrofkommissionens andra utredning förändras inte väsentligt efter utredningen av tsunamibanden. Även i denna utredning konstateras att regeringskansliet saknade en fungerande krishanteringsorganisation, att informationsspridningen inte fungerade och att Regeringskansliet och departementen inte insåg omfattningen av katastrofen i tid. Dock framkommer i denna utredning kraftig kritik mot Danielsson och kommissionen konstaterar att "Statsrådsberedningens och Lars Danielssons roll framstår under det första dryga dygnet efter tsunamin som väsentligt mer perifer än Danielsson har framställt den i utfrågningarna." Danielsson var den 26 december jourhavande beslutsfattare och skulle hålla sig själv informerad, informera statsministern och att vid behov avgöra vilket departement som skulle leda arbetet vid händelser som berör flera departement. Utredningen konstaterar att i ljuset av den information som framkommit sedan föregående rapport "...framstår Danielssons insatser som otillräckliga.
För detta måste han kritiseras."

## Sekretess
I oktober 2007 underkände Lagrådet ett förslag från regeringen Reinfeldt om att sekretessbelägga banden i 70 år. Rådet ansåg att det stred mot tryckfrihetsförordningen och gav sin allvarligaste form av kritik, att riksdagen helt skulle avstyrka förslaget.[uppföljning saknas]